# Essert-sous-Champvent
Essert-sous-Champvent is een plaats en voormalige gemeente in het Zwitserse kanton Vaud en maakt deel uit van het district Jura-Nord vaudois.
Essert-sous-Champvent telt 125 inwoners.
In 2012 is de gemeente Villars-sous-Champvent samen met deze gemeente samengevoegd tot de gemeente Champvent.

## Geschiedenis
Tot 2008 maakte de gemeente deel uit van het toenmalige district Yverdon.
Op 1 januari 2012 is Essert-sous-Champvent samen met Villars-sous-Champvent opgegaan in de gemeente Champvent.

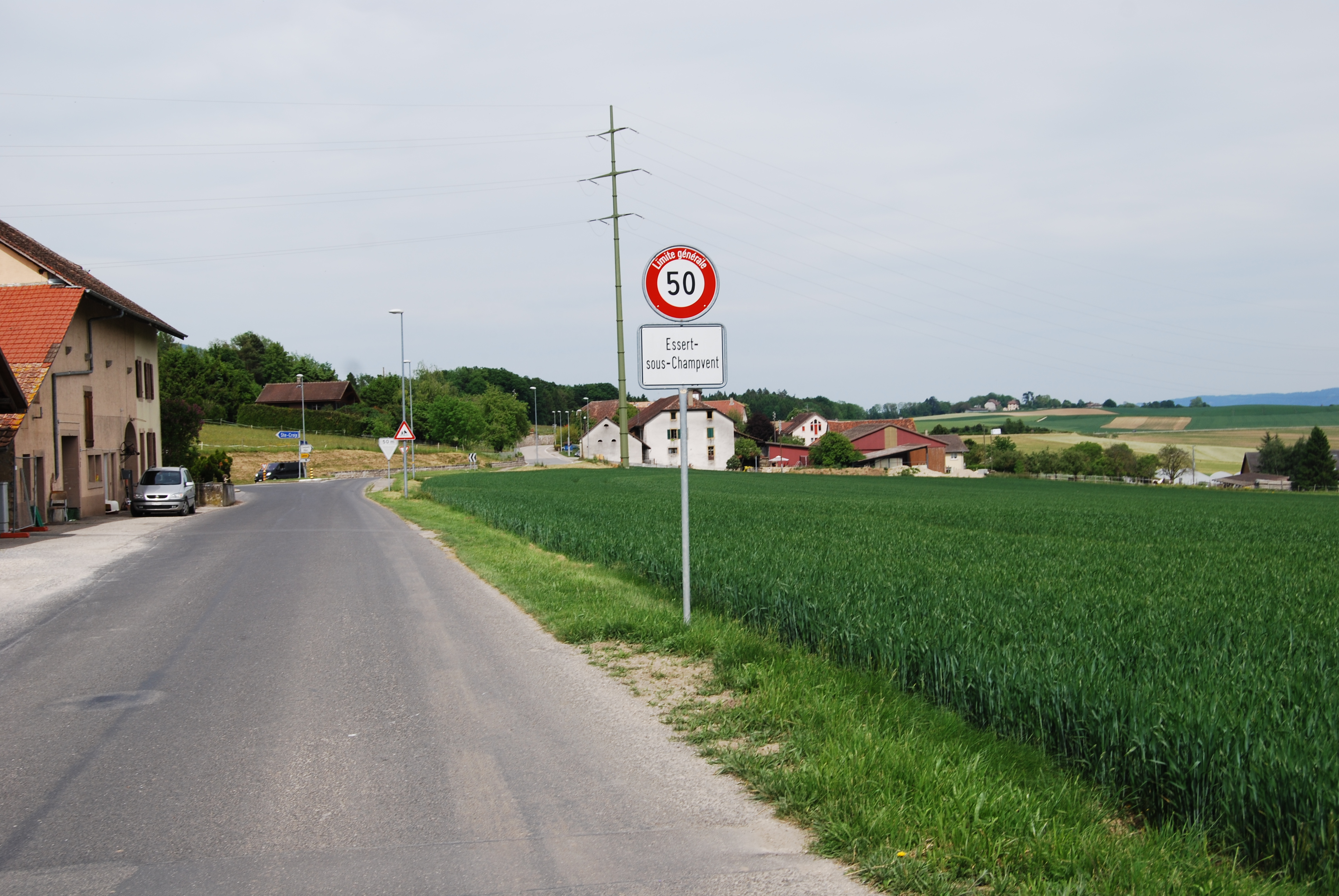
Essert-sous-Champvent

Agiez · Arnex-sur-Orbe · Ballaigues · Baulmes · Bavois · Belmont-sur-Yverdon · Bioley-Magnoux · Bofflens · Bonvillars · Bretonnières · Bullet · Chamblon · Champagne · Champvent · Chanéaz · Chavannes-le-Chêne · Chavornay · Concise · Corcelles-près-Concise · Chêne-Pâquier · Cheseaux-Noréaz · Cronay · Croy · Cuarny · Démoret · Donneloye · Ependes · Fiez · Fontaines-sur-Grandson ·  Giez · Grandevent · Grandson · Gressy · Juriens · L'Abbaye · L'Abergement · La Praz · Le Chenit · Le Lieu · Les Clées · Lignerolle · Mathod · Mauborget · Molondin · Montagny-près-Yverdon · Montcherand · Mutrux · Novalles · Onnens · Orbe · Orges · Orzens · Pomy · Premier · Provence · Rances · Romainmôtier-Envy  ·  Rovray · Sainte-Croix · Sergey · Suchy · Suscévaz ·  Tévenon · Treycovagnes · Ursins · Valeyres-sous-Montagny  · Valeyres-sous-Rances · Valeyres-sous-Ursins · Vallorbe · Vaulion · Villars-Epeney · Vugelles-La Mothe · Vuitebœuf · Yverdon-les-Bains · Yvonand